# Bourguel-Alkin-Synthese
Die Bourguel-Alkin-Synthese ist eine Namensreaktion der organischen Chemie, welche 1925 von Maurice Bourguel veröffentlicht wurde. Mit der Synthese lassen sich Alkine aus 2,3-Dibrom-1-propen herstellen.

## Übersichtsreaktion
Die Bourguel-Alkin-Synthese erfolgt in zwei Reaktionsschritten. Zunächst findet eine Umsetzung mit einer Grignard-Verbindung statt, worauf eine Reaktion mit Natriumamid folgt.

## Reaktionsmechanismus
Im vorgeschlagenen Reaktionsmechanismus reagiert das 2,3-Dibrom-1-propen zunächst in einer Grignard-Reaktion, um ein substituiertes 2-Brom-1-propen zu synthetisieren. Es folgt eine Reaktion mit Natriumamid, um das gewünschte Alkin zu synthetisieren.
Die Vorteile in der Verwendung von Natriumamid sind die hohe Ausbeute und die Möglichkeit, dass interne Alkine zu terminalen Alkinen isomerisieren können.

## Anwendung
Die Bourguel-Alkin-Synthese findet in der Herstellung von Alkinen Anwendung.